# NGC 6846
NGC 6846 је расејано звездано јато у сазвежђу Лабуд које се налази на NGC листи објеката дубоког неба.
Деклинација објекта је + 32° 20' 55" а ректасцензија 19h 56m 28,1s. Привидна величина (магнитуда) објекта NGC 6846 износи 14,2. NGC 6846 је још познат и под ознакама OCL 139.